# بیهاچ
بیهاچ (به لاتین: Bihać) یک شهر در بوسنی و هرزگوین است که در استان اونا-سانا واقع شده‌است.

## خصوصیات
بیهاچ ۱۶۳ کیلومترمربع مساحت و ۴۳٬۰۰۷ نفر جمعیت دارد و ۲۳۰ متر بالاتر از سطح دریا واقع شده‌است.

## خواهرخوانده
شهرهای نوو مستو، Villefranche-de-Rouergue، کیکیندا و بوندنو خواهرخوانده‌های بیهاچ هستند.